# Казанский, Владимир Борисович
Владимир Борисович Казанский (28 июня 1931, Москва — 7 августа 2022) — советский и российский химик. Академик РАН (с 1991 года). Заведующий лабораторией радиоспектроскопических и оптических методов изучения механизма гетерогенного катализа Института органической химии им. Н. Д. Зелинского РАН.
Специалист в области катализа, спектроскопии, химии и физики поверхности. Имеет более 6000 цитирований своих работ. Индекс Хирша — 41.

## Биография
Сын химика Б. А. Казанского. В 1954 году окончил химический факультет МГУ, затем работал в Институте химической физики АН СССР. В 1957 году под руководством В. В. Воеводского защитил кандидатскую диссертацию в области исследования радикальных процессов. В 1967 году присвоена степень доктора наук за работу по исследованию каталитических поверхностных центров. С 1966 года занимал должность заместителя директора в Институте органической химии АН СССР. С 1969 года — заведующий лабораторией спектральных и квантово-механических исследований каталитических реакций там же. С 1993 года заведовал объединённой лабораторией радиоспектроскопических и оптических методов изучения механизма гетерогенного катализа.
26 ноября 1974 года избран членом-корреспондентом АН СССР по отделению общей и технической химии (физическая химия), академик РАН c 7 декабря 1991 года. Член бюро Научного совета РАН по катализу.
Был главным редактором журнала «Кинетика и катализ», редактором журнала «Catalysis Review».
Скончался 7 августа 2022 года. Похоронен в Москве на Новодевичьем кладбище рядом с родными (место 7-5-21).

## Научные достижения
В. Б. Казанский создал свою научную школу — среди его учеников более 40 докторов и кандидатов наук.
Автор более 650 научных работ, обзоров и патентов, около 200 из них опубликованы в международных журналах.

## Награды
- Награждён орденом «Знак Почёта»
- Лауреат премии имени А. Гумбольдта